# Elyesa Bazna
Elias Bazna, às vezes conhecido como Ilyaz e Iliaz Bazna (28 de julho de 1904 – 21 de dezembro de 1970), foi um agente secreto da Alemanha nazista durante aSegunda Guerra Mundial, operando sob o codinome Cícero.